# Katxin
Els katxin són una nació que viu al sud de la Xina, nord-est de l'Índia (Assam), i nord de Myanmar (on són majoria en l'estat Kachin). El nom deriva del cap tribal Ga hkyeng Duwas o 'sòl roig' (de Mogaung), que fou escrit en plural (Kakhyengs) per alguns autors al segle xix i fou simplificat pels funcionaris colonials britànics. El seu nom anterior era jinghpaw, com la llengua.
Més de sis-cents mil katxins viuen a Myanmar i 150.000 a la Xina. A l'Índia, només en són uns 25.000.

## Llengua
La seva llengua comuna és el jinghpaw (o chinghpaw) de la família tibetobirmana, que és el de la tribu principal, si bé es parlen altres llengües del mateix grup (atsi, maru o naingvaw, lashi, nung o rawang i lisu o yawyin).
Els katxins són una minoria reconeguda a la Xina i la seva llengua jinghpaw és també reconeguda per l'ensenyament i altres drets.

## Tribus
Es divideixen en sis tribus: Jinghpaw, Maru, Rawang, Azi (Atsi), Lashi i Lisu.

## Origen
El katxins tenen la tradició que són originaris de Majoi Shingra Bum (que vol dir 'muntanya natural de plat'), un lloc mai localitzat que se suposa que és al Tibet o a la Xina vers el nord-est del Tibet, i es van desplaçar vers el segle xvi cap a la seva llar actual. Però els experts consideren que, en realitat, són originaris de l'Àsia central, que van emigrar cap a l'actual Uzbekistan i d'allí cap a Mongòlia i cap al sud de la Xina, i es van establir a la regió que avui ocupen fa uns 2.600 o 2.700 anys.

## Història
Els katxins vivien independents sota els seus caps locals, els duwas. Mai van estar sotmesos en quasi tres mil anys. El primer estranger occidental, un britànic, va arribar al país el 1819. El 1885, els britànics van incorporar Birmània i van considerar el país Katxin part del regne i hi van imposar la sobirania el 1889; es va establir un districte fronterer, dividit en tres zones. L'1 d'abril del 1898, els katxins foren inclosos en la Manmaw Military Police; el 1904 i 1905, els britànics van ocupar Mali i Nmai (Mali Hkrang Walawng), i van arribar al principat de Ga Hkyeng Duwas, que tenia més de mil esclaus; el cap en fou sotmès. Els esclaus del país foren alliberats el febrer i març del 1927.
Els primers missioners van entrar al país el 1877. El cristianisme va fer grans progressos després del 1918.
El país Katxin va formar part de l'Índia britànica fins al 1937, en què va quedar integrat en el nou govern colonial de Birmània.
El 1943, fou ocupat pels japonesos als quals els katxins van resistir amb heroisme. Aquell mateix any, els japonesos, que des del 1941 havien entrat a Birmània, van proclamar una República independent Birmana que es va enfonsar el 1945 amb la derrota japonesa, i els britànics van tornar al país Katxin. El 1947, els delegats katxins van decidir integrar-se en un organisme administratiu dels territoris fronterers, que van decidir unir-se a Birmània el 1948. En aquest, d'acord amb la constitució, es va crear l'estat de Kachin dins la Unió Birmana.